# Paradisea lusitanica
Paradisea lusitanica es una planta bulbosa perteneciente a la familia Asparagaceae.

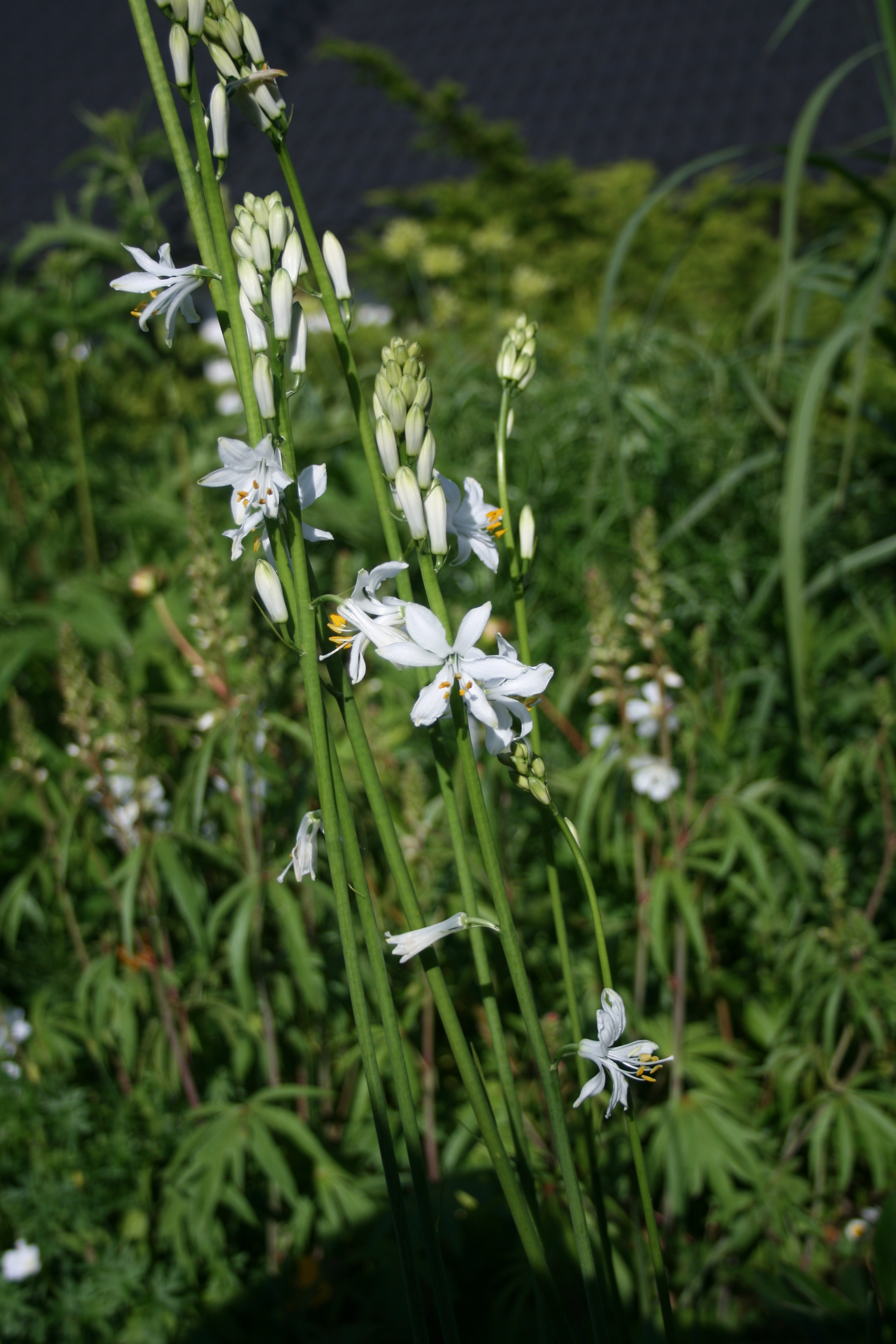
Vista de la planta

## Descripción
Hierba perenne, glabra. Tallos sin hojas, erectos, de 80-120 cm de altura. Hojas lineares de hasta 40 cm de longitud por 2 cm de anchura. Flores anchamente acampanadas o en forma de estrella, dispuestas en un racimo laxo, cortamente pediceladas, brácteas mucho más cortas que las flores; con 6 piezas de hasta 20 mm de longitud, blancas; 6 estambres más cortos que las piezas periánticas. Fruto en cápsula trígono-elipsoidea.

## Distribución y hábitat
Es un endemismo de las montañas del norte de Portugal y de las regiones más occidentales del Sistema Central español y del sur de Galicia. Planta esporádica en bosques frescos y umbrosos. Florece en primavera.

## Taxonomía
Paradisea lusitanica fue descrito por (Cout.) Samp  y publicado en Annaes Scientificos da Academia Polytecnica do Porto 7: 1. 1912.
Citología
Número de cromosomas de Paradisea lusitanica (Fam. Liliaceae) y táxones infraespecíficos: 2n=32, 64
Sinonimia
- Anthericum lusitanicum (Cout.) Samp.
- Liliastrum lusitanicum (Samp.) Rothm.
- Paradisea liliastrum var. lusitanica Cout.[6][7]

## Nombre vernáculo
- Castellano: vara de San José.[8]